# Kurt Hintze
Kurt Hintze, född 8 oktober 1901 i Fehrbellin, död 13 november 1944 i Kattowitz, var en tysk SS-Brigadeführer och generalmajor i polisen. Han var under andra världskriget bland annat SS- och polischef i det av Tyskland ockuperade Litauen.
Hintze omkom i ett allierat luftangrepp den 13 november 1944.

## Befordringshistorik
| Datum            | Tjänstegrad                     |
| ---------------- | ------------------------------- |
| 18 juni 1931     | SA-Sturmführer                  |
| 9 september 1932 | SA-Sturmbannführer              |
| 9 november 1934  | SA-Obersturmbannführer          |
| 9 november 1935  | SA-Oberführer                   |
| 1 juli 1937      | SS-Oberführer                   |
| 5 september 1940 | SS-Untersturmführer der Reserve |
| 1 november 1940  | SS-Obersturmführer der Reserve  |
| 30 januari 1942  | SS-Brigadeführer                |
| 21 februari 1944 | Generalmajor der Polizei        |

## Utmärkelser
Kurt Hintzes utmärkelser
- Krigsförtjänstkorset av första klassen med svärd
- Krigsförtjänstkorset av andra klassen med svärd
- NSDAP:s partitecken i guld: 3 mars 1934
- NSDAP:s tjänsteutmärkelse i silver
- SS Hederssvärd
- SS-Ehrenring (Totenkopfring)